# Bernard Gallacher
Pour les articles homonymes, voir Gallacher.
Bernard Gallacher, né le 9 février 1949  à Bathgate, est un golfeur écossais.
Après avoir remporté l'Open d'Écosse amateur en stroke-play en 1969, il passe professionnel la même année, année au cours de laquelle il remporte sa première victoire. Sur le Circuit européen, il remporta ainsi dix victoires.
Mais c'est surtout à la Ryder Cup qu'il doit sa célébrité. Il devient tout d'abord le plus jeune britannique à défendre les couleurs de l'équipe britannique à l'âge de 20 ans. Ce record sera ensuite battu par l'Anglais Nick Faldo. Il défendit ces couleurs lors de huit éditions en tant que joueur avant de devenir ensuite capitaine en 1991, rôle qu'il occupa ensuite en 1993 et 1995, cette édition se couronnant d'une victoire.

## Palmarès

### Ryder Cup
- participation en 1969, 1971, 1973, 1975, 1977, 1979, 1981, 1983.
- capitaine lors des éditions 1991, 1993, 1995 (victoire)

### Circuit européen
- 1974 Carroll's Celebration International, Dunlop Masters
- 1975 Dunlop Masters
- 1977 Open d'Espagne
- 1979 Open de France
- 1980 Haig Whisky TPC
- 1981 Greater Manchester Open
- 1982 Martini International, Jersey Open
- 1984 Jersey Open

### Autres victoires
- 1969 Kawacha Eagle Open (Zambia), Cock 'O The North (Zambia), Schweppes PGA Championship, WD & HO Wills Open
- 1970 Mufulira Open (Zambia)
- 1971 Martini International
- 1973 Coca-Cola Young Professionals Championship, Scottish Professional Championship
- 1974 Scottish Professional Championship
- 1977 Scottish Professional Championship
- 1983 Scottish Professional Championship
- 2002 The Mobile Cup (tournoi Senior européen)

### Compétitions par équipes
- World Cup (représentant l'Écosse): 1969, 1971, 1974, 1982, 1983
- Hennessy Cognac Cup: 1974 (vainqueur), 1978 (vainqueur), 1982 (vainqueur), 1984 (Capitaine)
- Double Diamond: 1971, 1972, 1973 (vainqueur), 1974, 1975, 1976, 1977
- Philip Morris International: 1976